# لوسیا رونچتی
لوسیا رونچتی (زاده ۳ فوریه ۱۹۶۳) آهنگساز ایتالیایی است.

## زندگی‌نامه
رونچتی آهنگسازی و موسیقی کامپیوتری را در کنسرواتوار سانتا سیسیلیا در رم آموخت و در سمینارهای آهنگسازی با سیلوانو بوسوتی در Scuola di Musica of Fiesole از ۱۹۸۱ تا ۱۹۸۵ و با سالواتوره شارینو در Corsi Internazionali Città di Castello از ۱۹۸۸ تا ۱۹۸۹ شرکت کرد. او در رشته علوم انسانی در دانشگاه ساپینزای رم تحصیل کرد. وی در سال ۱۹۸۷ با ارائه پایان‌نامه اش در مورد آهنگ‌های ارکستری برونو مادرنا مدرک خود را دریافت کرد. او در سال ۱۹۹۱ موفق به دریافت مدرک DEA در زیبایی‌شناسی از دانشگاه پاریس ۱ شد. وی سپس از فرانسوا لسور در مدرسه عملی پژوهش‌های عالی موسیقی‌شناسی خواند و دکترای خود را با ارائه پایان‌نامه‌ای در مورد سبک ارکسترال ارنست شوسون و تأثیر واگنر بر نویسندگی ارکستر فرانسوی اواخر قرن نوزدهم دریافت کرد. وی در پاریس در سمینارهای آهنگسازی با جرارد گریسی از سال ۱۹۹۳ تا ۱۹۹۶ شرکت کرد و در ۱۹۹۷ در دوره‌های سالانه موسیقی کامپیوتر در موسسه صوت‌شناسی و موسیقی زیر نظر تریستان موریل به تحصیل پرداخت. در سال ۲۰۰۵ او به عنوان یک محقق مدعو در گروه موسیقی دانشگاه کلمبیا در شهر نیویورک، که توسط تریستان موریل دعوت شده بود، به عنوان عضو فولبرایت مشغول به کار شد.
آثار ولی توسط ناشرین، ارکسترها و موسسات متعددی در رم، مونیخ، برلین، اشتوتگارت، فرایبورگ، کلن، تورین، ونیز و فرانسه اجرا شده‌است.

## حرفه
از سال ۱۹۹۸، رونچتی کارهای مختلفی را در موسسه فناوری برلین (TUB) با همکاری فولکمار انجام داده‌است. در سال ۲۰۰۳ او در استودیوی تجربی فرایبورگ شروع به کار کرد. جایی که با کمک آندره ریچارد، راینهولد بریگ و یواخیم هاس و با همکاری باربارا مورر ویولونیست چرخه‌ای از آهنگ‌ها را نوشت که پیکربندی صدای ویولا را بررسی می‌کنند. داین سری موسیقیر سال ۲۰۰۷ در جشنواره اولتراشالبرلین ارائه شد و Xylocopa Violacea نام دارد که توسط استرادیواریوس در سال ضبط شد.
او روی آهنگسازی صدا کار کرده‌است و بسیار با استودیوی Neue Vocalsolisten از اشتوتگارت همکاری می‌کند. از جمله همکاری‌های مشترک این دو می‌توان به Studio detto dei venti، برای چهار صدا در سال 2010. Le voyage d'Urien، برای صداها و گروه در سال ۲۰۰۸، آسیاب هملت، برای صدا، ویولا و ویولن سل در سال ۲۰۰۷، سکه و صلیب، برای شش صدا در سال ۲۰۰۷، پینوکیو، una storia parallela، برای چهار صدای مرد در سال ۲۰۰۵، Last Desire، اپرای مجلسی برای صدای سه‌گانه، کنترتنور و باس در سال 2003 Hombre de mucha gravedad، برای چهار صدا و کوارتت زهی در سال ۲۰۰۲ و Anatra al sal، سازدهنی کمدیا برای شش صدا در سال ۲۰۰۰ اشاره کرد.
او پروژه‌های تئاتر موسیقی متعددی را با الهام از صحنه اجتماعی، به کاوش در مفاهیم اجتماعی دراماتیک اجرا کرده‌است. مفهوم «دیگری بودن» موضوعی است که در سال ۲۰۰۰ از سوی رونچتی و ایوان ولادیسلاویچ در یک تئاتر به آن پرداخته شد. همچنین وی در آثارش به دیسپتوپیا، ناهنجاری‌های روانی و دراماتورژی می‌پردازد.
او برای پروژه‌های تئاتر موسیقی خود با نویسندگانی نظیر ارمانو کاوازونی، ایوان ولادیسلاویچ و یوجین اوستاشفسکی همکاری داشته‌است. وی همچنین با هنرمندانی مانند توتی سیالجولا، آلبرتو سوربلی، جودیت کاهن، دورته مایر، آدریان ترانکویلی، الیزابتا بناسی، و میرلا وینگارتن، و همچنین با ماری هلن سرا، فولکمار هاین، آندره ریچارد، راینهولد بریگ، کارل فایا، اولیویه سیه پاسکت کار مشترک ارائه داده اشت. اپرای دوزخ او بر اساس کمدی الهی دانته، با استفاده از اشعار او، به سفارش اپرای فرانکفورت ساخته شد و برای اولین بار در کنسرتی در بوکنهایمر در ۲۷ ژوئن ۲۰۲۱ به رهبری تیتو چکرینی اجرا گردید.

### آثار
- تئاتر موسیقی
  - دوزخ (۲۰۲۰)، اپرا بر اساس کمدی الهی دانته با استفاده از شعر او
  - Lezioni di tenebra (2010) برای صداها و گروه، پس از Giasone اثر فرانچسکو کاوالی
  - نارنشیف (۲۰۰۹–۲۰۱۰) اقدامات درون ترانزیت پس از سباستین برانت
  - Der Sonne entgegen (2007-2009) برای ۱۴ صدا، گروه و زنده (متن S. Hensel)[۶]
  - آخرین آرزو (۲۰۰۴) برای صدای سه‌گانه، کنترتنور، باس، ویولا (متن پس از سالومه اسکار وایلد)[۷]
  - L'ape apatica (2001) برای صداهای سه‌گانه، گروه و زنده (متن توسط توتی اسکیالوا)
  - Le tentazioni di Girolamo (1995) برای بازیگر، تکنوازان و الکترونیک زنده (متن E. Cavazzoni)
  - Musikfässli (1994) برای بازیگر، تکنواز و الکترونیک زنده پس از آدولف ولفلی
- آثار کنسرت تئاتر
  - Prosopopeia (2009) برای گروه آوازی و گروه ساز[۸]
  - Rumori da monumenti (2008) برای صدای ضبط شده و گروه (متن I. Vladislavic)
  - Le Voyage d'Urien (2008) برای ۵ صدا و گروه
  - Xylocopa Violacea (2007) برای ویولا انفرادی و الکترونیک زنده
  - آلبرتین (۲۰۰۷) برای صدای زن و زمزمه عمومی (متن از M. Proust)
  - آسیاب هملت (۲۰۰۷) برای سوپرانو، باس، ویولا و ویولن سل (متن E. Ostashevsky)
  - پینوکیو، una storia parallela (2005) برای چهار صدای مرد (متن از G. Manganelli)
  - Hombre de mucha gravedad (2002) برای کوارتت آواز و کوارتت زهی
  - Bendel Schlemihl (2000) برای صداهای ضبط شده، آکاردئون و زنده (متن I. Vladislavic)
  - Anatra al sal (1999) سازدهنی کمدی برای شش صدا (متن E. Cavazzoni)
- ارکسترال
  - درختکاری (۲۰۰۴)
  - Déclive-Étude (2002)
  - Quaderno gotico (1999)
  - Schiffbruch mit Zuschauer (1995، rev. 1999)
  - Die Sorge getht über den Fluss (1995) برای فلوت، کلارینت و ارکستر
- موسیقی مجلسی
  - Rosso pompeiano (2010) Scherzo برای آنسامبل
  - Studio detto dei venti (2010) تلاشی ترکیبی برای ۶ صدا
  - مانند زمستان در حال حرکت به عقب (۲۰۰۹) مطالعه برای یک پیانو، چهار دست
  - Le nuove musiche di Giulio Caccini detto Romano، ۱۶۰۱، درس برای صدای انفرادی (۲۰۰۸)
  - سکه و صلیب (۲۰۰۷) یک Yessong، برای گروه آواز
  - In Shape of Anxieties (2005) در Nomine Studio برای گروه
  - The Glazed Roof (2005) برای آنسامبل
  - Opus 100 (2005) Kriptomnesie da Schubert، برای ویلینو، ویولن سل و پیانو
  - Il sonno di Atys (2004) برای ویولا و الکترونیک زنده
  - Geographisches Heft (2001) Studio da Adolf Wölfli، برای گروه
- صدا پخش می‌شود
  - Sebenza e-mine (2010) با همکاری فیلیپ میلر
  - Il Castello d'Atlante (2007)
  - Rivelazione (1998) با همکاری Ermanno Cavazzoni

## جوایز
- جایزه تئاتر موسیقی ۲۰۰۸ از مؤسسه بین‌المللی تئاتر
- ۲۰۰۶: آهنگساز، Yaddo، نیویورک
- ۲۰۰۵–۰۶: آهنگساز، برلینر کونستلربرنامه، موسسه مبادلات آکادمیک آلمان
- ۲۰۰۵: محقق مدعو (همکار فولبرایت)، دانشگاه کلمبیا، نیویورک
- ۲۰۰۳–۰۴: آهنگساز، Staatsoper Stuttgart (Forum Neues Musiktheater)
- ۲۰۰۳: آهنگساز، مستعمره مک داول، پیتربورو، ایالات متحده
- ۲۰۰۰–۰۱: آهنگساز، آکادمی شلوس تنهایی، اشتوتگارت
- ۲۰۰۰: جایزه آهنگسازی Federazione Cemat، رم
- ۱۹۹۷: فلوشیپ Fondation des Treilles [fr]، پاریس
- ۱۹۹۷: جایزه بین‌المللی آهنگسازی دیمیتری میتروپولوس، آتن
- ۱۹۹۷: بورسیه Erato-Farnesina، وزارت امور خارجه ایتالیا
- ۱۹۹۵: جایزه آهنگسازی Progetto Dionysos، وزارت فرهنگ ایتالیا
- ۱۹۹۳: آهنگساز، Fondation Nadia Boulanger، پاریس
- ۱۹۸۸–۹۲: بورس تحصیلی دکترا، وزارت دانشگاه‌های ایتالیا